# Skarbczyk najpiękniejszych bajek
Skarbczyk najpiękniejszych bajek / Baśniowa kolekcja (jap. アニメ世界の童話 Anime sekai no dōwa) – japoński serial animowany wyprodukowany przez Toei Animation. Serial przedstawia najpiękniejsze animowane baśnie.

## Obsada
- Mami Koyama jako narrator
- Ryōtarō Okiayu jako Aladyn
- Daisuke Gōri jako Dżinn z Lampy
- Yūko Minaguchi jako Kopciuszek
- Aya Hisakawa jako Bella
- Ryō Horikawa
- Yasuhiro Takato jako Kot w butach
- Minami Takayama jako Pinokio
- Yuri Amano jako Królewna Śnieżka
- Hikaru Midorikawa jako Robin Hood
- Chiyoko Kawashima

## Wersja polska
W Polsce serial został wydany na DVD z polskim dubbingiem. Opening i ending był we włoskiej wersji językowej (piosenka pt. Le fiabe più belle w wykonaniu Cristiny D'Avena). Utwór ten pochodzi z albumu o tej samej nazwie z 1997 roku.
Wersja polska: na zlecenie MediaWay – Studio Publishing

Dialogi: Małgorzata Kochańska

Reżyseria: Tomasz Grochoczyński

Dźwięk i montaż: Jacek Kacperek

Kierownictwo produkcji: Aneta Staniszewska

Wystąpili:
- Katarzyna Tatarak -
  - narratorka (Cudowna lampa Aladyna)
  - Kopciuszek (Kopciuszek)
  - Bella (Piękna i Bestia)
  - Królewna (Kot w butach)
  - narratorka (Dziewczynka z zapałkami)
  - narratorka (Jaś i Małgosia)
  - Królewna Śnieżka (Królewna Śnieżka)
  - narratorka (Trzy świnki)
  - narratorka (Śpiąca królewna)
  - Królewna (Złota gęś)
  - narratorka (Wilk i siedem koźlątek)
  - Siostra Alicji (Alicja w Krainie Czarów)
  - Marugana (Ali Baba i czterdziestu rozbójników)
  - Jaskółka (Calineczka)
  - Czerwony Kapturek (Czerwony Kapturek)
  - Konstancja (Trzej muszkieterowie)
  - Dobra Czarownica z Południa (Czarnoksiężnik z Krainy Oz)
  - Arielka (Mała Syrenka)
  - Klara (Heidi)
- Jolanta Wołłejko – 
  - narrator (czołówka, czyta większość odcinków)
  - Matka Aladyna (Cudowna lampa Aladyna)
  - Dobra wróżka (Kopciuszek)
  - Babcia (Dziewczynka z zapałkami)
  - Matka dziewczynki (Pinokio)
  - Królowa (Śpiąca królewna)
  - Matka koza (Wilk i siedem koźlątek)
  - Babcia Klary (Heidi)
- Jarosław Domin – 
  - Kot w butach (Kot w butach)
  - Strach na wróble (Czarnoksiężnik z Krainy Oz)
  - Świerszcz (Pinokio)
  - Krasnoludek (Królewna Śnieżka)
  - Małpka sprzedająca owoce (Trzy świnki)
  - Alan z Doliny (Przygody Robin Hooda)
  - Głuptasek (Złota gęś)
  - Koźlątko (Wilk i siedem koźlątek)
  - Biały Królik (Alicja w Krainie Czarów)
  - Walet Kier (Alicja w Krainie Czarów)
  - Ślusarz (Ali Baba i czterdziestu rozbójników)
  - jeden z rozbójników (Ali Baba i czterdziestu rozbójników)
  - Chłopiec (Czerwony Kapturek)
  - Kogut (Czterej muzykanci z Bremy)
  - Atos (Trzej muszkieterowie)
  - Książę Buckingham (Trzej muszkieterowie)
  - Zegar (Dziadek do orzechów)
  - Strach na wróble (Czarnoksiężnik z Krainy Oz)
  - Dworzanin (Nowe szaty cesarza)
  - Chłop (Nowe szaty cesarza)
  - Zbój (Czterej muzykanci z Bremy)
  - Marynarz (Mała Syrenka)
  - Sindbad Żeglarz (Przygody Sindbada Żeglarza)
  - Peter (Heidi)
- Iwona Rulewicz  –
  - Księżniczka (Cudowna lampa Aladyna)
  - Jedna z sióstr Kopciuszka (Kopciuszek)
  - Jedna z sióstr Belli (Piękna i Bestia)
  - Wieśniaczka (Kot w butach)
  - Dziewczynka z zapałkami (Dziewczynka z zapałkami)
  - Małgosia (Jaś i Małgosia)
  - Dziewczynka (Pinokio)
  - Krasnoludek (Królewna Śnieżka)
  - Świnka (Trzy świnki)
  - Lady Marion (Przygody Robin Hooda)
  - Śpiąca królewna (Śpiąca królewna)
  - Jedna z trzech sióstr (Złota gęś)
  - Koźlątko (Wilk i siedem koźlątek)
  - Alicja (Alicja w Krainie Czarów)
  - Calineczka (Calineczka)
  - Królowa Liliputów (Podróże Guliwera)
  - Królowa Francji Anna Austriaczka (Trzej muszkieterowie)
  - Klara (Dziadek do orzechów)
  - Dorotka (Czarnoksiężnik z Krainy Oz)
  - Kotka (Czterej muzykanci z Bremy)
  - Księżniczka, którą miał poślubić Książę (Mała Syrenka)
  - Jedna z sióstr Arielki (Mała Syrenka)
- Anna Apostolakis – 
  - Macocha (Kopciuszek)
  - Jedna z sióstr Belli (Piękna i Bestia)
  - Wróżka (Piękna i Bestia)
  - Wieśniaczka (Kot w butach)
  - Żona bogacza (Dziewczynka z zapałkami)
  - Wiedźma (Jaś i Małgosia)
  - Pinokio (Pinokio)
  - Zła królowa (Królewna Śnieżka)
  - Babcia trzech świnek (Trzy świnki)
  - Świnka (Trzy świnki)
  - Stara wróżka (Śpiąca królewna)
  - Niania (Śpiąca królewna)
  - Matka (Złota gęś)
  - Jedna z trzech sióstr (Złota gęś)
  - Wieśniaczka (Złota gęś)
  - Koźlątko (Wilk i siedem koźlątek)
  - Księżna (Alicja w Krainie Czarów)
  - Królowa Kier (Alicja w Krainie Czarów)
  - Żona Kassima (Ali Baba i czterdziestu rozbójników)
  - Żona Chrząszcza (Calineczka)
  - Mysz (Calineczka)
  - Babcia (Czerwony Kapturek)
  - Milady (Trzej muszkieterowie)
  - Matka Klary (Dziadek do orzechów)
  - Mysibaba (Dziadek do orzechów)
  - Księżniczka Pirlipatta (Dziadek do orzechów)
  - Ciocia Em (Czarnoksiężnik z Krainy Oz)
  - Dobra Czarownica z Północy (Czarnoksiężnik z Krainy Oz)
  - Żona chłopa (Nowe szaty cesarza)
  - Żona właściciela Osła (Czterej muzykanci z Bremy)
  - Właścicielka Kotki (Czterej muzykanci z Bremy)
  - Morska Czarownica (Mała Syrenka)
  - Panna Rottenmeier (Heidi)
- Józef Mika – 
  - Dżinn z pierścienia (Cudowna lampa Aladyna)
  - Chłop (Kot w butach)
  - Gęś (Dziewczynka z zapałkami
  - Kot (Pinokio)
  - Krasnoludek (Królewna Śnieżka)
  - jeden z banitów (Przygody Robin Hooda)
  - Sługa Księcia (Śpiąca królewna)
  - Karzeł (Złota gęś)
  - Koźlątko (Wilk i siedem koźlątek)
  - Kot z Cheshire (Alicja w Krainie Czarów)
  - Marcowy Zając (Alicja w Krainie Czarów)
  - Kassim (Ali Baba i czterdziestu rozbójników)
  - Syn Ropuchy (Calineczka)
  - Chłopiec (Czerwony Kapturek)
  - jeden z marynarzy (Podróże Guliwera)
  - minister obrony narodowej Liliputów (Podróże Guliwera)
  - Aramis (Trzej muszkieterowie)
  - Król Myszy (Dziadek do orzechów)
  - Przywódca latających małp (Czarnoksiężnik z Krainy Oz)
  - Mieszkaniec Szmaragdowego Grodu (Czarnoksiężnik z Krainy Oz)
  - Dworzanin (Nowe szaty cesarza)
  - Zbój (Czterej muzykanci z Bremy)
  - Marynarz (Mała Syrenka)
  - jeden z mężczyzn polujących na diamenty (Przygody Sindbada Żeglarza)
- Cynthia Kaszyńska -
  - Służąca księżniczki (Cudowna lampa Aladyna)
  - Macocha Jasia i Małgosi (Jaś i Małgosia)
  - Wróżka (Pinokio)
  - Matka Śnieżki (Królewna Śnieżka)
  - Krasnoludek (Królewna Śnieżka)
  - Świnka (Trzy świnki)
  - Wróżka (Śpiąca królewna)
  - Jedna z trzech sióstr (Złota gęś)
  - Wieśniaczka (Złota gęś)
  - Ropucha (Calineczka)
  - Matka (Czerwony Kapturek)
  - Zła Czarownica z Zachodu (Czarnoksiężnik z Krainy Oz)
  - Jedna z sióstr Arielki (Mała Syrenka)
  - Heidi (Heidi)
- Paweł Szczesny – 
  - Czarodziej (Cudowna lampa Aladyna)
  - Król (Kopciuszek)
  - Ojciec Belli (Piękna i Bestia)
  - Król (Kot w butach)
  - Ojciec (Dziewczynka z zapałkami)
  - Gepetto (Pinokio)
  - Zaklęcie lustro (Królewna Śnieżka)
  - Krasnoludek (Królewna Śnieżka)
  - Mały John (Przygody Robin Hooda)
  - Król (Śpiąca królewna)
  - Ojciec (Złota gęś)
  - Mieszczanin (Złota gęś)
  - Brodacz (Złota gęś)
  - Strażnik (Złota gęś)
  - Koźlątko (Wilk i siedem koźlątek)
  - Piekarz (Wilk i siedem koźlątek)
  - Król Kier (Alicja w Krainie Czarów)
  - Herszt rozbójników (Ali Baba i 40 rozbójników)
  - Chrząszcz (Calineczka)
  - Król Liliputów (Podróże Guliwera)
  - Portos (Trzej muszkieterowie)
  - Drosselmayer (Dziadek do orzechów)
  - Tchórzliwy Lew (Czarnoksiężnik z Krainy Oz)
  - Cesarz (Nowe szaty cesarza)
  - Pies (Czterej muzykanci z Bremy)
  - Ojciec Arielki (Mała Syrenka)
  - Kapitan (Przygody Sindbada Żeglarza)
  - Nauczyciel (Heidi)
- Robert Tondera -
  - Dżin z lampy (Cudowna lampa Aladyna)
  - Strażnik (Kot w butach)
  - Bogacz (Dziewczynka z zapałkami
  - Ojciec Jasia i Małgosi (Jaś i Małgosia)
  - Dyrektor teatru marionetek (Pinokio)
  - Lis (Pinokio)
  - Myśliwy (Królewna Śnieżka)
  - Krasnoludek (Królewna Śnieżka)
  - Wilk (Trzy świnki)
  - Szkarłatny Will (Przygody Robin Hooda)
  - jeden z braci Głuptaska (Złota gęś)
  - Koźlątko (Wilk i siedem koźlątek)
  - Wilk (Wilk i siedem koźlątek)
  - Szalony Kapelusznik (Alicja w Krainie Czarów)
  - Gryf (Alicja w Krainie Czarów)
  - Wilk (Czerwony Kapturek)
  - Lemuel Guliwer (Podróże Guliwera)
  - Kardynał Richelieu (Trzej muszkieterowie)
  - Ojciec Klary (Dziadek do orzechów)
  - Dworzanin (Nowe szaty cesarza)
  - Krawiec oszust (Nowe szaty cesarza)
  - Właściciel Osła (Czterej muzykanci z Bremy)
  - Ojciec Klary (Heidi)
- Janusz Wituch -
  - Aladyn (Cudowna lampa Aladyna)
  - Królewicz (Kopciuszek)
  - Bestia (Piękna i Bestia)
  - Pan Kota w butach (Kot w butach)
  - Człowiek kupujący zapałki od dziewczynki (Dziewczynka z zapałkami)
  - Jaś (Jaś i Małgosia)
  - Chłopiec (Pinokio)
  - Królewicz (Królewna Śnieżka)
  - Robin Hood (Przygody Robin Hooda)
  - Książę (Śpiąca królewna)
  - Chłop (Złota gęś)
  - Koźlątko (Wilk i siedem koźlątek)
  - Suseł (Alicja w Krainie Czarów)
  - Ali Baba (Ali Baba i czterdziestu rozbójników)
  - Książę duszków (Calineczka)
  - Myśliwy (Czerwony Kapturek)
  - D’Artagnan (Trzej muszkieterowie)
  - Dziadek do orzechów (Dziadek do orzechów)
  - Blaszany Drwal (Czarnoksiężnik z Krainy Oz)
  - Dworzanin (Nowe szaty cesarza)
  - Książę (Mała Syrenka)
  - Sebastian (Heidi)
- Stefan Knothe -
  - Sułtan (Cudowna lampa Aladyna)
  - Posłaniec króla (Kopciuszek)
  - Olbrzym (Kot w butach)
  - Święty Mikołaj (Dziewczynka z zapałkami)
  - Właściciel Krainy Zabawek (Pinokio)
  - Krasnoludek (Królewna Śnieżka)
  - Kot sprzedający wazony (Trzy świnki)
  - Szeryf z Nottingham (Przygody Robin Hooda)
  - Król Ryszard Lwie Serce (Przygody Robin Hooda)
  - Sługa Księcia (Śpiąca królewna)
  - Staruszek (Śpiąca królewna)
  - Król (Złota gęś)
  - Kret (Calineczka)
  - Wujek Henryk (Czarnoksiężnik z Krainy Oz)
  - Oz (Czarnoksiężnik z Krainy Oz)
  - Krawiec oszust (Nowe szaty cesarza)
  - Osioł (Czterej muzykanci z Bremy)
  - Dziadek Heidi (Heidi)
- Tomasz Grochoczyński
  - Braciszek Tuck (Przygody Robin Hooda)
  - Kapitan de Treville (Trzej muszkieterowie)
  - Oberżysta (Trzej muszkieterowie)

i inni
Lektor tytułu i tyłówki: Tomasz Kozłowicz
Wersja polska wydana na DVD pt. Baśniowa Kolekcja Bracia Grimm oraz Baśniowa Kolekcja J. CH. Andersen. Pozostałe baśnie (m.in. Ali Baba i 40 rozbójników, Cudowna lampa Aladyna) i bajki innych autorów (m.in. Alicja w Krainie Czarów) były dołączone dodatkowo do serii. Stąd też upraszcza się często tytuł do Baśniowa Kolekcja.

## Lista odcinków
| Nr  | Tytuł polski                                         | Tytuł włoski                     | Tytuł japoński                                   |
| --- | ---------------------------------------------------- | -------------------------------- | ------------------------------------------------ |
| 01. | Cudowna lampa Aladyna / Lampa Aladyna                | Aladino                          | arajin to mahō no ranpu アラジンと魔法のランプ   |
| 02. | Kopciuszek                                           | Cenerentola                      | shinderera シンデレラ                            |
| 03. | Piękna i Bestia                                      | La bella e la bestia             | bijo to yajū 美女と野獣                          |
| 04. | Kot w butach                                         | Il gatto con gli stivali         | nagagutsu wohaita neko 長靴をはいた猫            |
| 05. | Dziewczynka z zapałkami                              | La piccola fiammiferaia          | macchi uri no shōjo マッチ売りの少女             |
| 06. | Jaś i Małgosia                                       | Hansel e Gretel                  | henzeru to gureteru ヘンゼルとグレーテル         |
| 07. | Pinokio                                              | Pinocchio                        | pinokio ピノキオ                                 |
| 08. | Królewna Śnieżka                                     | Biancaneve                       | shirayukihime 白雪姫                             |
| 09. | Trzy świnki                                          | I tre porcellini                 | sanbiki nokobuta 三匹のこぶた                    |
| 10. | Przygody Robin Hooda                                 | Le avventure di Robin Hood       | robinfuddo ロビンフッド                          |
| 11. | Śpiąca królewna                                      | La bella addormentata            | nemure ru mori no bijo 眠れる森の美女            |
| 12. | Złota Gęś                                            | L'oca d’oro                      | kin nogachō 金のがちょう                         |
| 13. | Wilk i siedem koźlątek / O wilku i siedmiu koźlętach | Il lupo e i sette capretti       | ookami to nanahiki no ko yagi 狼と七匹の子やぎ   |
| 14. | Alicja w Krainie Czarów                              | Alice nel paese delle meraviglie | fushigi no kuni no arisu 不思議の国のアリス      |
| 15. | Ali Baba i 40 rozbójników                            | Ali Babà e i quaranta ladroni    | aribaba to 40 nin no tōzoku アリババと40人の盗賊 |
| 16. | Calineczka                                           | Pollicina                        | oyayubi hime おやゆび姫                          |
| 17. | Czerwony Kapturek                                    | Cappuccetto Rosso                | aka zukin 赤ずきん                               |
| 18. | Podróże Guliwera                                     | I viaggi di Gulliver             | gariba ryokōki ガリバー旅行記                    |
| 19. | Trzej muszkieterowie                                 | I tre moschettieri               | sanjūshi 三銃士                                  |
| 20. | Dziadek do orzechów                                  | Lo schiaccianoci                 | kurumi wari ningyō くるみ割り人形                |
| 21. | Czarnoksiężnik z Krainy Oz                           | Il mago di Oz                    | ozu no mahōtsukai オズの魔法使い                 |
| 22. | Nowe szaty Cesarza                                   | I vestiti nuovi dell'imperatore  | hadakano ōsama はだかの王様                      |
| 23. | Czterej muzykanci z Bremy                            | I musicanti di Brema             | buremen no ongakutai ブレーメンの音楽隊          |
| 24. | Mała Syrenka                                         | La sirenetta                     | ningyohime 人魚姫                                |
| 25. | Przygody Sindbada Żeglarza                           | Sindbad il marinaio              | shindobaddo no bōken シンドバッドの冒険          |
| 26. | Heidi                                                | Heidi                            | haiji ハイジ                                     |